# Brenda Lodigiani
Brenda Lodigiani (Sant'Angelo Lodigiano, 30 dicembre 1987) è un'attrice, imitatrice e conduttrice televisiva italiana.

## Biografia
Nata a Sant'Angelo Lodigiano, allora nella provincia di Milano, nel 1987, durante un'intervista ha rivelato la sua origine sinti, l'affidamento della madre e le difficoltà avute nel riallacciare i rapporti con la sua famiglia di origine. Studia inizialmente danza classica e modern jazz, oltre a diplomarsi in ragioneria. Debutta in televisione come ballerina nel programma Central Station, in onda sul canale satellitare Comedy Central, poi come conduttrice per programmi per bambini su Disney Channel dal 2005 al 2008, tra cui Disney 365. Nel 2008 ha anche curato, con Marco Balestri, i collegamenti dal Motor Show per R101. Si fa notare a livello nazionale nel programma di Rai 2, Scorie, in cui interpreta inizialmente la fatina de Il prato della fantasia e successivamente imita la cantante italiana Arisa.
Negli ultimi mesi del 2009 collabora con il team di Maccio Capatonda alla serie La villa Di Lato, mentre a partire dal gennaio 2010 fa parte del cast di Quelli che il calcio. Dal 4 gennaio 2010 conduce, assieme a Carlo Pastore, il contenitore quotidiano Traffic su Rai Radio 2, mentre dal 3 maggio 2010 è una dei quattro presentatori dello show di MTV Total Request Live On the Road. Nello stesso anno è nel cast della trasmissione satirica di Rai 3, L'almanacco del Gene Gnocco, a fianco di Gene Gnocchi.
Conduce nell'estate del 2011 lo show Coca Cola Lip Dub @ MTV, su MTV (Italia) e su MTV Music, mentre in autunno approda su Sky Uno con il programma Xtra Factor, insieme a Max Novaresi. Partecipa come inviata sul campo al Red Bull Flugtag 2012 all'idroscalo di Milano. Da ottobre 2011 fa parte del cast della sitcom Via Massena 2 su Deejay TV. Dal 27 febbraio 2013 fa parte del cast di Glob, programma di Enrico Bertolino, dove imita Giulia Innocenzi e Roberta Lombardi.
Il 13 maggio 2013 è nel cast della serie TV Bye bye Cinderella su La5. Nel giugno 2013 è nel cast di Un fidanzato per mia moglie, con la regia di Davide Marengo. Nel luglio 2013 debutta al fianco di Stefano Benni a teatro con Il poeta e Mary, melologo scritto dallo stesso autore. Dalla primavera del 2014 torna a far parte del cast di Glob. Dal 2017 è parte del cast della serie Camera Café in onda su Rai 2. Insieme a Germano Lanzoni recita nei videoclip de Il Milanese Imbruttito, pubblicati su YouTube, Facebook e Instagram, dove interpreta L'imbruttita, personaggio stereotipato della giovane milanese rampante.
Ha recitato nei film diretti dal collettivo Il Terzo Segreto di Satira Si muore tutti democristiani (2017), Mollo tutto e apro un chiringuito (2021) e Ricomincio da taaac (2024); negli ultimi due ricopre nuovamente il ruolo dell'Imbruttita. Nel 2023 entra nel cast del programma di Sky GialappaShow, dove imita i cantanti Orietta Berti, Annalisa, Angela Brambati dei Ricchi e Poveri, Lazza, Marcella Bella ed interpreta l'androide Ester Ascione e la briffatrice Miriam.
Ha poi partecipato alle principali produzioni non-fiction di Amazon Prime Video: la terza edizione di LOL - Chi ride è fuori, la quarta di Celebrity Hunted: Caccia all'uomo e la prima di Red Carpet - VIP al tappeto, insieme al collega Herbert Ballerina.
Nel 2023 pubblica il romanzo Accendi il mio fuoco.
Nel 2025 in coppia con Tommaso Labate conduce su Radio 2 Non è un paese per giovani … ma a Sanremo forse sì in occasione del Festival di Sanremo.

## Filmografia
- Un fidanzato per mia moglie, regia di Davide Marengo (2014)
- Italiano medio, regia di Maccio Capatonda (2015)
- Riso, amore e fantasia, regia di Ettore Pasculli (2016)
- Si muore tutti democristiani, regia de Il Terzo Segreto di Satira (2018)
- Mollo tutto e apro un chiringuito, regia de Il Terzo Segreto di Satira (2021)
- Sono Lillo – serie TV (2024)
- Ricomincio da taac, regia de Il Terzo Segreto di Satira (2024)
- Io e te dobbiamo parlare, regia di Alessandro Siani (2024)

## Teatro
- Addio al nubilato, regia di Francesco Apolloni (2011)
- Filippo al circo, regia Massimo Bologna (2013)
- Il poeta e Mary, regia di Stefano Benni (2014)
- 5 racconti sull'amore, regia di Stefano Benni (2015)
- La bisbetica domata, regia di Cristina Pezzoli (2015-2016)

## Radio
- Traffic (Radio Rai 2, 2010)
- Dungeons & Deejay - podcast (deejay.it, Spotify, Apple Podcast, Amazon Music, 2022-2023)
- Non è un paese per giovani  … ma a Sanremo forse sì (Radio 2, 2025)

## Programmi televisivi
- Disney 365 (Disney Channel, 2005-2008)
- Central Station (Comedy Central, 2008)
- Scorie (Rai 2, 2008-2009)
- Quelli che il calcio (Rai 2, 2010, 2016, 2018-2021)
- Total Request Live On the Road (MTV, 2010)
- L'almanacco del Gene Gnocco (Rai 3, 2010) inviata
- Coca Cola Lip Dub @ MTV (MTV, 2011)
- Xtra Factor (Sky Uno, 2011-2012)
- Red Bull Flugtag (Italia 1, 2011-2012)
- Bye bye Cinderella (La5, 2013)
- Glob (Rai 3, 2013-2014)
- Shot time (Italia 1, 2014)
- MTV Awards Social Party (MTV, 2015)
- Rai dire Niùs (Rai 2, 2017)
- Love Snack (Italia 1, 2018)
- Mai dire Talk (Italia 1, 2018-2019)
- Nudi per la vita (Rai 2, 2022) concorrente
- Alessandro Borghese - Celebrity Chef (TV8, 2022) concorrente
- GialappaShow (TV8, dal 2023)
- Bake off Italia - Dolci in forno (Real Time, dal 2025)

## Libri
- Accendi il mio fuoco, 2023.